# Nikandros Noukios
Nikandros Noukios, latinisiert Nicander Nucius, auch Andronikos Noukios (griechisch Ἀνδρόνικος Νούκιος Andronikos Noukios, geboren als Ἀνδρόνικος Νούντζιος Andronikos Nountsios; * um 1500 auf Korfu; † nach 1556), war ein griechischer Schriftsteller, Übersetzer und Kopist. Bekanntheit erlangte er durch die Beschreibung einer Reise, die ihn quer durch Europa bis nach Irland führte. Nikandros Noukios ist einer der wenigen orthodoxen Autoren des 16. Jahrhunderts, die aus eigener Beobachtung über die Veränderungen berichteten, die durch die Reformation in verschiedenen europäischen Territorien eingetreten waren.

## Leben
Zur Zeit seiner Geburt gehörte Korfu, die Heimatinsel von Nikandros Noukios, zur Republik Venedig. Seine Eltern wurden 1537 in das Libro d’Oro, das Adelsverzeichnis der Insel, eingetragen. Nach Belagerung, Bombardement und Besetzung der Insel durch die Flotte des Osmanischen Reiches zu Beginn des dritten Osmanisch-Venezianischen Krieges im Jahr 1537 verließ Nikandros Noukios mit seiner Familie Korfu und zog nach Venedig.
Spätestens ab 1541 war Noukios Lektor in der griechischen Kirche San Giorgio in Venedig und gleichzeitig Sekretär der Bruderschaft der orthodoxen Griechen in Venedig. Seinen Lebensunterhalt verdiente er durch die Edition antiker griechischer Texte und als Kopist. So war er von 1542 bis 1545 als Editor und Korrektor für die von Damiano di Santa Maria finanziell unterstützte Druckerei des Giovanni Antonio Nicolini da Sabbio in Venedig tätig. Es war die erste Druckerei, die ab 1522 und angeregt von Andreas Kunadis Werke für eine griechische Leserschaft publizierte. Noukios übertrug für die Druckerei 150 Fabeln Äsops in die damals gesprochene griechische Umgangssprache. Es war eine der ersten derartigen Übertragungen eines altgriechischen Werks.
Wahrscheinlich vermittelt durch zwei enge Freunde, Antonios Eparchos und Nikolaos Sophianos, arbeitete er als Kopist für den Humanisten Diego Hurtado de Mendoza y Pacheco (1503–1575), der über eine der umfangreichsten Privatsammlungen griechischer Codices verfügte. Eparchos und Sophianos waren griechische Gelehrte und handelten mit griechischen Handschriften, die sie in Griechenland aufkauften. Hurtado de Mendoza zählte zu ihren Kunden.
1545 trat Noukios in die Dienste des flämischen Diplomaten und gelehrten Hebraisten Gerard Veltwick von Ravenstein. Veltwick war Sekretär von Nicolas Perrenot de Granvelle, dem Staatssekretär von Kaiser Karl V. Perrenot de Granvelle sandte Veltwick aufgrund seiner Sprachkenntnisse an den Hof des Sultans Süleyman I., um einen Waffenstillstand im Krieg mit Karl V. zu verhandeln, und Noukios begleitete ihn nach Konstantinopel. Nach Abschluss seiner Mission begab sich Veltwick zum kaiserlichen Hof, und auch auf dieser Reise war Noukios in seinem Gefolge. Dies gab ihm Gelegenheit, verschiedene Orte des Heiligen Römischen Reichs für eine griechische Leserschaft zu beschreiben; dabei zeigte sich Noukios besonders an kirchlichen Themen interessiert. Die Reise verlief von Venedig über den Brenner nach Innsbruck und weiter über Augsburg, Mainz, Köln und Aachen nach Brüssel. Hier wurde Veltwick vom Kaiser empfangen und erstattete Bericht über seine Mission. Er hatte mit dem Sultan keine Vereinbarung erzielen können und wurde am 26. Juli 1546 zu einer zweiten Mission nach Konstantinopel entsandt. Diesmal war Veltwick erfolgreich und vermittelte den von Karl V. sehr erstrebten Vertrag.
Veltwick und Noukios waren im Gefolge des Kaisers bei einer anschließenden Rundreise durch verschiedene Städte Flanderns. Bei der Beschreibung von Rotterdam würdigte Noukios den Humanisten Erasmus. Auf seinen folgenden Reisen erkundete Noukios England, wobei er sich dem englischen Heer bei einem Feldzug nach Schottland anschloss. Der westlichste Punkt seiner Reisen war Irland. Von England aus reiste er nach Frankreich und hielt sich gewisse Zeit in Paris auf. Hier spielte er mit dem Gedanken sich niederzulassen, gab den Plan aber auf und kehrte nach Italien zurück. Er nahm allerdings nicht den direkten Weg nach Venedig, sondern die Route nach Rom, wo er sich einige Tage aufhielt. Erst dann begab er sich nach Venedig.
Zwischen Oktober 1547 und Januar 1548 nahm er an der diplomatischen Mission teil, die Metrophanes von Caesarea, später als Metrophanes III. Patriarch von Konstantinopel, nach Rom führte. Im Jahr 1548 war er außerdem an der Edition eines Buches zu den Liturgien der orthodoxen Kirche beteiligt. In Archivalien lässt sich sein Wirken noch bis 1556 nachweisen. Über Noukios’ spätere Lebensjahre ist nichts bekannt.

## Reisebeschreibung
Seine Erfahrungen legte Noukios in einer dreibändigen, als Briefe an einen Freund angelegten Reisebeschreibung nieder, die in der vorliegenden Form wohl aber nicht zum Druck gelangte. Erhalten ist das Manuskript in zeitgenössischen Abschriften unter dem Titel Apodemiai, verteilt auf die Bodleian Library und die Biblioteca Ambrosiana. Im Jahr 1547 besorgte er in Venedig eine Redaktion seines Berichtes, in dem er auf die Ermordung Pier Luigi II. Farneses Bezug nahm.

### Trient: Konzil
Als er Trient besuchte, war dort kurz vorher das Tridentinum genannte Konzil eröffnet worden, weil es einen Konflikt zwischen den meisten deutschen Städten und dem Papst gab. Noukios kündigte den Lesern an, sie bei passender Gelegenheit über die Hintergründe dieses Konfliktes zu informieren.

### Augsburg: Lutheraner
Diese Ankündigung löste er in der Beschreibung von Augsburg ein. „Diese Stadt ist groß, eine Handelsmetropole, die anderen deutschen Städten an Bedeutung in nichts nachsteht, im Gegenteil, sie ist geschmückt mit Palästen, Kirchen und öffentlichen Gebäuden, sie hat breite Straßen und einen rechtwinkligen Stadtplan, wie ihn keine andere Stadt in dieser Gegend aufweist.“ Nachdem er die Bedeutung Augsburgs als Handelsstadt erläutert hatte, stellte er die „dämonische Verblendung“ seinem Publikum genauer dar, die eine Reihe deutscher Städte befallen habe. Sie sei verursacht von Martin Luther und Philipp Melanchthon, zwei gelehrten und sprachkundigen Männern, die aber nichts von dem, „was in unserer Kirche üblich ist“, gelten lassen wollten. Zwar sei das Glaubensbekenntnis nicht angetastet worden, doch habe man die kirchliche Tradition weitgehend aufgegeben; Noukios nennt hier: Heiligenverehrung, Fasten, Messen, Konzilien und die Autorität des Papstes. Der Unterschied zwischen Klerikern und Laien sei abgeschafft worden, beim Gottesdienst säßen Männer und Frauen bunt durcheinander, einer lege ihnen das Evangelium aus, und dann verteilten sie Brot und tränken aus dem Kelch mit der Behauptung, dies geschähe zum Gedächtnis Christi. Sie hätten sich auch den Namen „Evangelisten“ zugelegt und beanspruchten damit, dass nur sie das Evangelium richtig verständen und alle anderen Christen im Aberglauben befangen seien. Doch Noukios fand auch positive Aspekte. Der Sonntag werde geheiligt, beim Gottesdienst sei die Gemeinde aufmerksam und singe harmonisch; auch seien sie untereinander friedfertig und kümmerten sich um die Armen.

„Die […] ‚kurze Beschreibung des evangelischen Wort- und Abendmahlsgottesdienstes‘ […] mußte bei griechischen Lesern den Eindruck großer Dürftigkeit hervorrufen […] Ungeachtet positiver Bemerkungen ist dieser Bericht ein wichtiges Indiz dafür, daß für die Orthodoxie andere Kriterien bei der Beurteilung der Kirchlichkeit der reformatorischen Kirchen eine Rolle spielten (und spielen!) als für diese selbst und daß Faktoren, die für die Reformatoren die Reinigung der Kirche von Entartungen anzeigten […], in orthodoxer Perspektive als Abkehr vom gemeinsam Christlichen erschienen.“

### Köln: Täuferbewegung
In Köln würdigte Noukios die Größe der Stadt und des Domes. Er erwähnte das Textilgewerbe und die Metallverarbeitung als wesentliche Geschäftszweige der Bürger. Die Existenz eines Judenviertels auf der Deutzer Rheinseite, deren Bewohner sich in Lebensweise und Kleidung von den übrigen Kölnern unterschieden, notierte er ebenso wie den Warentransport auf dem Rhein. Er bemerkte, dass hier im Norden Deutschlands die Häuser seltener aus Stein, sondern aus Fachwerk gebaut würden und dass die Kölner angepasst an die kalte Witterung Fenster mit Glasscheiben hätten.
Hier informierte er sich – aus zweiter Hand – über die Täuferbewegung in Münster und ihr Oberhaupt, Jan van Leiden. Er betonte dessen Herkunft aus einfachen Verhältnissen und nannte als Programm der Täufer die gleiche Verteilung des Eigentums (wodurch sich van Leiden, da besitzlos, bereichert habe), Verpflichtung aller Einwohner zur Handarbeit und aller Frauen auf das Gebären von Kindern. Indem sie das Bibelwort „der Mensch lebt nicht von Brot allein“ wortwörtlich auffassten, hätten manche Täufer auf Essen und Trinken ganz verzichtet und, teils mit offenem Mund, auf himmlische Speise gewartet. Nach ihrem Tod seien sie dann von der Gemeinschaft besonders verehrt worden. Dem Treiben in Münster habe der Kaiser schon vor zehn Jahren ein Ende bereitet, aber ähnliche und noch schlimmere Praktiken fänden weiterhin in verschiedenen deutschen Städten statt. Die Praxis der Glaubenstaufe erwähnte er nicht.

### Lüttich: Kohlebergbau
In Lüttich hatte Noukios Gelegenheit, sich über den Steinkohlenbergbau zu informieren. „In dieser Stadt und ihrer Umgebung pflegen sie eine gewisse schwarze, steinartige und glänzende Substanz zu verbrennen, die eine heiße Glut ohne Rauch entwickelt. Wenn die Kohle verbrannt ist, bleibt keine Asche zurück, sondern ein feiner Staub, der sich in der Luft verteilt.“ Dieses Gestein werde tief aus der Erde gefördert, wo man es in gewissen Adern entdeckt habe. Es befinde sich dort in feurigem Zustand, weshalb die Bergleute sich ihm mit einer besonderen leinenen Schutzkleidung näherten und es mit einem Stab bedrohten; dann ziehe sich das Feuer zurück und man könne die Kohlen abbauen.

### London: Kirche von England
Der Aufenthalt in England umfasst den gesamten zweiten Band. Noukios machte zunächst Heinrich VIII. seine Aufwartung. Kommentarwürdig erschienen ihm sowohl der freie Umgang zwischen Frauen und Männern als auch der Gebrauch von Wechseln beim Handel und der große Unterschied zwischen Tages- und Nachtlänge. Als orthodoxer Christ an Fastendisziplin gewöhnt, fiel ihm in London auf: die Einwohner „sind Fleischesser, sie haben unstillbaren Appetit auf tierische Produkte.“
In London erhielt Noukios detaillierte Informationen über die Kirchenpolitik Heinrichs VIII. Er beschreibt den Streit zwischen König und Papst wegen Heinrichs Scheidung von Katharina von Aragon und gibt eine lange Rede des Königs wieder, in der dieser die Trennung von Rom erklärt. Als Reaktion auf betrügerische Machenschaften (Noukios schildert sogar einen Mordanschlag eines Abtes auf den König, der während einer Jagd versehentlich Klosterland betreten hatte), fehlende Disziplin in den Klöstern und die vielen herumschweifenden Bettelmönche, die nichts zum Wohle der Gesellschaft beitrügen, habe der König das Mönchtum aus England verbannt, worauf viele in den Laienstand getreten oder in Nachbarländer wie Schottland ausgewandert seien. Doch wer als Mönch oder Nonne ein strenges Leben habe führen wollen, sei vom Staat mit allem Notwendigen versorgt worden, nur dass diese Personen kein Ordenskleid hätten tragen dürfen. Aus dem früheren Klosterbesitz seien Herbergen für die Fremden, Alten, Kranken und Jungfrauen eingerichtet worden; die Regierung habe für den Unterhalt der Pfarrer mit einem einfachen, aber gesicherten Auskommen gesorgt. Noukios beschrieb weiter, Thomas Becket sei einst als Parteigänger des Papstes heiliggesprochen worden. Sein Kult sei in England sehr populär gewesen, bis Heinrich VIII. Becket zum Rebellen erklärt habe; die Zerstörung seines Sarges und Verbrennung seiner Gebeine seien prompt erfolgt.
Noukios schildert ebenfalls Heinrichs Ehen und die Schicksale seiner Frauen. Er (oder seine Quellen) vertauschte aber Anna von Kleve und Catherine Howard. Heinrich habe Anna, eine „männliche Frau von großer Schönheit“, demnach erst nach Catherines Hinrichtung geheiratet, aber sich von ihr getrennt, weil sie „lange zuvor“ Hüfte an Hüfte mit einem deutschen Adligen gesessen habe, was nach deutscher Sitte ein Verlöbnis anzeige. Das ist erstaunlich, da die Ereignisse nur wenige Jahre vor seinem Aufenthalt stattgefunden hatten. Als Nachkommen des Königs erwähnt er nur Mary und Eduard, nicht die als illegitim geltende Elisabeth.